# Spoorlijn 274 (Tsjechië)
Spoorlijn 274 (ook bekend onder de naam Železniční trať Litovel – Mladeč, wat Spoorlijn Litovel – Mladeč betekent) is een spoorlijn in Tsjechië. Lijn 273 loopt van Litovel (en wel specifiek station Litovel předměstí) naar Mladeč en werd in 1914 in gebruik genomen. De lijn is geclassificeerd als een lokaalspoorweg. Tussen 1998 en 2006 vond er geen personenvervoer op de lijn plaats. Over het traject rijden stoptreinen van de Tsjechische staatsmaatschappij České dráhy.

## Galerij

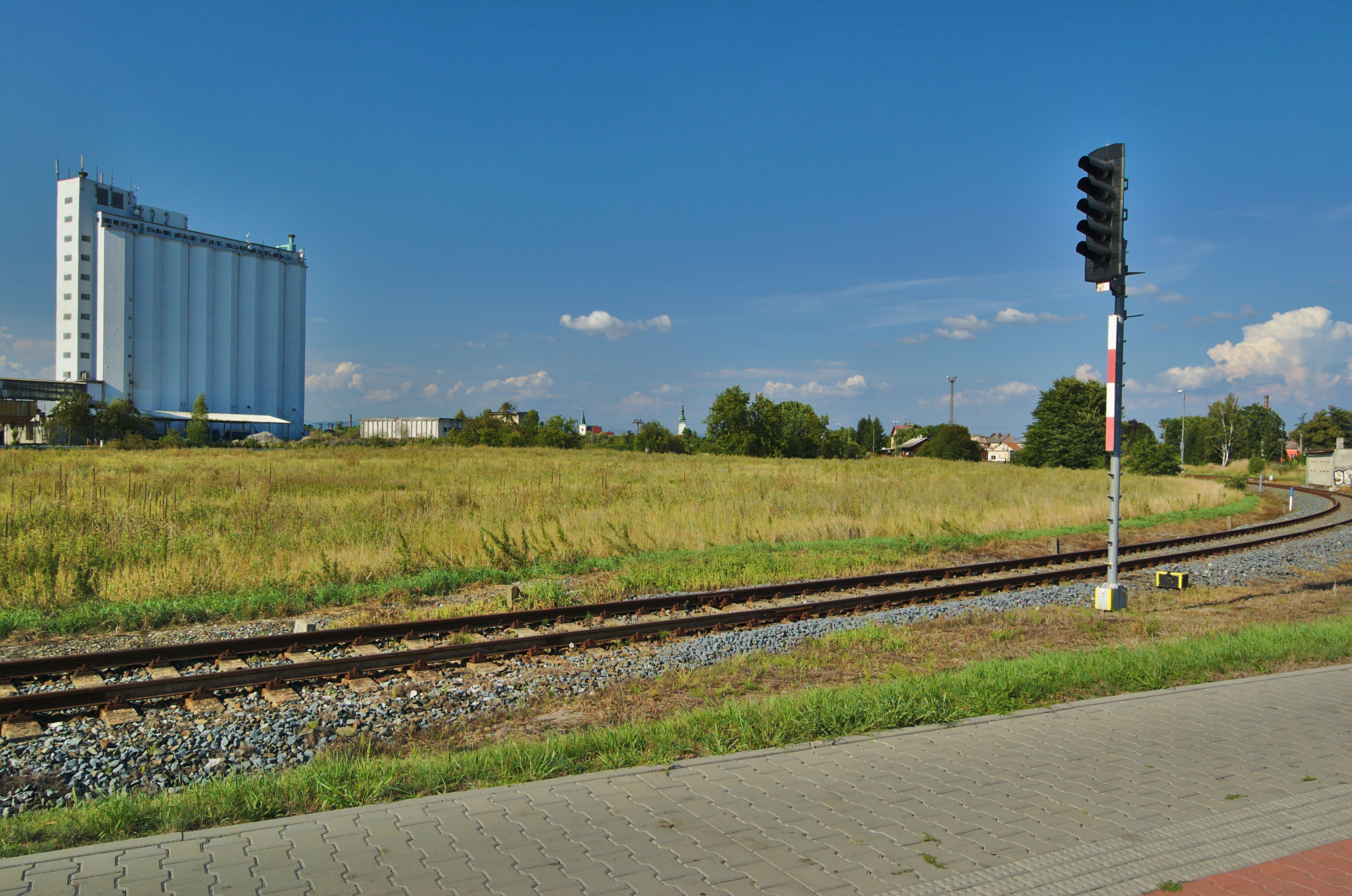
De lijn in de buurt van Litovel předměstí
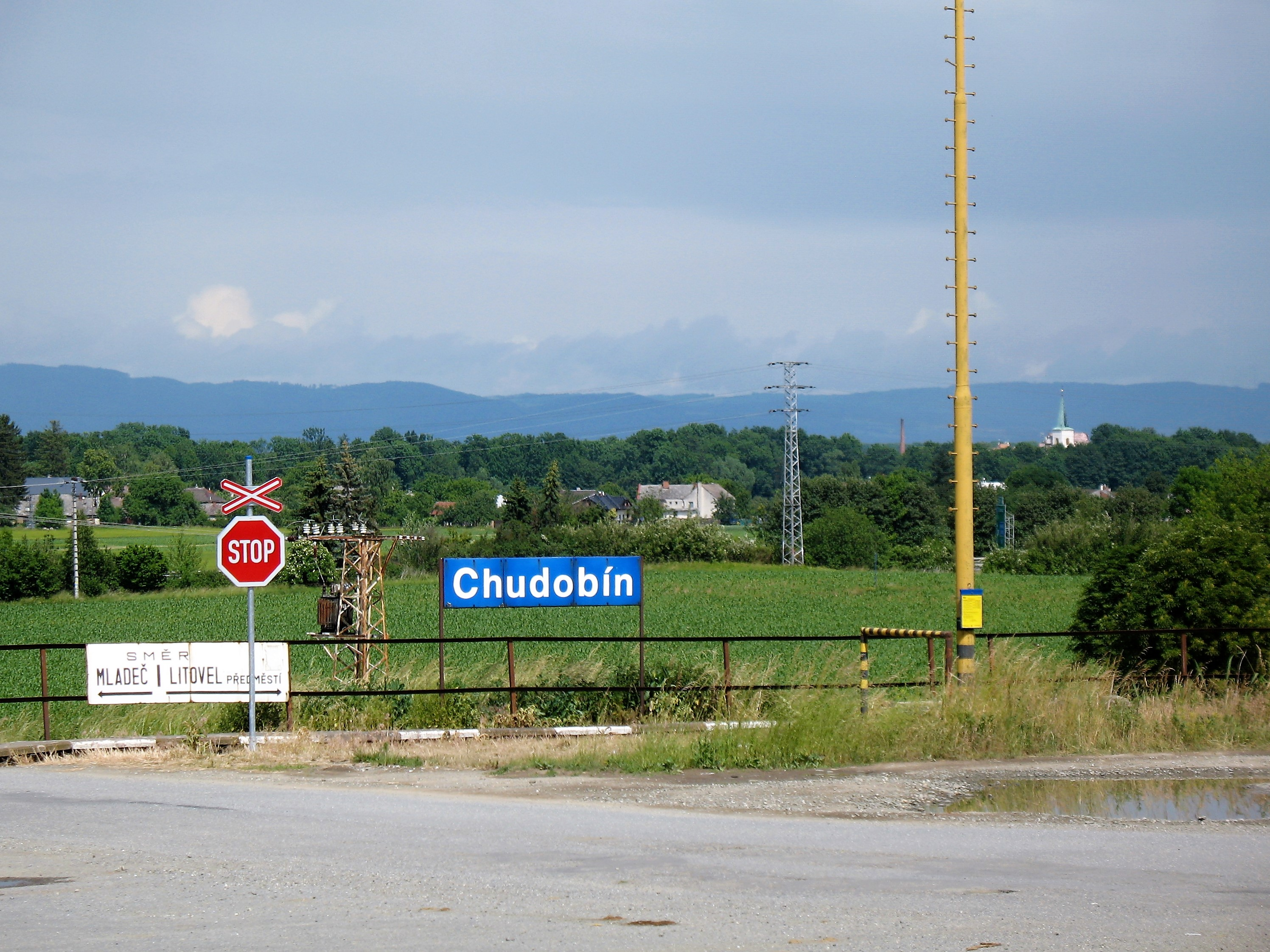
Chudobín